# Крайты
Крайты, или бунгары, или бунгарусы, или памы (лат. Bungarus), — род ядовитых змей из семейства аспидов.

## Описание
Крайты — сравнительно небольшие змеи длиной обычно 1,5—2 м, наиболее крупные виды иногда достигают длины 2,5 м. Голова тупозакруглённая, шейный перехват выражен слабо. Туловище стройное, заканчивается коротким хвостом. Вдоль хребта проходит киль из увеличенных шестиугольных чешуй, поэтому тело крайтов тупотреугольное в поперечном сечении.

## Образ жизни
Населяют луга, кустарниковые заросли, тропические леса. Активны в сумеречное и ночное время суток. Очень скрытны, нередко роются в лесной подстилке. Питаются в основном другими змеями (в том числе ядовитыми) и ящерицами, реже — земноводными и мелкими млекопитающими.

## Размножение
Все виды рода яйцекладущи. Самка откладывает до 12—14 яиц и охраняют кладку до вылупления потомства.

## Распространение
Встречаются в Индии, на Шри-Ланке и Андаманских островах, в Пакистане и Юго-Восточной Азии (в том числе на островах Малайского архипелага).

## Яд и ядовитый аппарат
Ядовитые зубы крайтов очень короткие, позади них в верхнечелюстной кости расположены еще 1—3 неядовитых зуба.
Яд крайтов обладает выраженным нейротоксическим действием. Это обусловлено присутствием постсинаптических токсинов (α-бунгаротоксины), а также токсинов пресинаптического действия (β-бунгаротоксины), которые отсутствуют в яде Bungarus fasciatus. Из яда ленточного крайта выделен кардиотоксин, не обнаруженный у других видов. В ядах крайтов, по-видимому, содержится токсический пептид, который при попадании непосредственно в кровяное русло или при сильных отравлениях способен проходить гематоэнцефалический барьер и оказывать прямое токсическое действие на головной мозг. В этом случае смерть может наступать быстро без паралитических симптомов и характерного латентного периода. В яде крайтов также содержатся фосфолипаза A2, дипептидаза и ацетилхолинэстераза (одна из наиболее активных в ядах аспидовых змей).

## Классификация
По данным Reptile Database в род включают 18 видов:
- Bungarus andamanensis Biswas & Sanyal, 1978 — андаманский крайт
- Bungarus bungaroides (Cantor, 1839) — крайт Кантора
- Bungarus caeruleus (Schneider, 1801) — индийский крайт, или голубой бунгарус
- Bungarus candidus (Linnaeus, 1758) — малайский крайт, или белоснежный крайт
- Bungarus ceylonicus Günther, 1864 — Цейлонский крайт
- Bungarus fasciatus (Schneider, 1801) — пама, или ленточный крайт
- Bungarus flaviceps Reinhardt, 1843 — желтоголовый крайт
- Bungarus lividus Cantor, 1839 — свинцовый крайт
- Bungarus magnimaculatus Wall & Evans, 1901 — крупнопятнистый крайт
- Bungarus multicinctus Blyth, 1861 — южнокитайский многополосый крайт
- Bungarus niger Wall, 1908 — чёрный бунгарус, или чёрный крайт
- Bungarus persicus Abtin et al., 2014
- Bungarus sagittatus Aksornneam, Rujirawan, Yodthong, Sung & Aowphol, 2024
- Bungarus sindanus Boulenger, 1897
- Bungarus slowinskii Kuch et al., 2005
- Bungarus suzhenae Chen, Shi, Vogel, Ding & Shi, 2021
- Bungarus walli Wall, 1907 — бунгарус Уолла
- Bungarus wanghaotingi Pope, 1928